# Alfred Engelsen
Alfred Bertran Engelsen (Bergen, 16 gennaio 1893 – Tvedestrand, 13 settembre 1966) è stato un ginnasta e tuffatore norvegese.

## Palmarès

### Olimpiadi
- 1 medaglia:
  - 1 oro (Stoccolma 1912 nel concorso libero a squadre)